# Calanidae
Calanidae – rodzina małych skorupiaków z rzędu Calanoida.

## Podział systematyczny
W obrębie rodziny Calanidae wyróżnia się następujące rodzaje:
- Calanoides Brady, 1883
- Calanus Leach, 1816
- Canthocalanus A. Scott, 1909 – jedynym przedstawicielem jest Canthocalanus pauper
- Cosmocalanus Bradford & Jillett, 1974 – jedynym przedstawicielem jest Cosmocalanus darwinii
- Mesocalanus Bradford & Jillett, 1974
- Metranura Brady, 1915
- Nannocalanus G.O. Sars, 1925
- Neocalanus G.O. Sars, 1925
- Undinula A. Scott, 1909 – jedynym przedstawicielem jest Undinula vulgaris